# Phakisa Freeway
El Phakisa Freeway, conegut també com a circuit de Welkom, és un circuit de curses situat entre Welkom i Odendaalsrus, a la província de l'Estat Lliure de Sud-àfrica. És una de les poques pistes ovalades que hi ha fora dels Estats Units i l'única de l'Àfrica. Inaugurat el 1999, el circuit es va construir al mateix lloc que l'antic Goldfields Raceway, que s'havia tancat el 1997.

## Característiques
El Phakisa Freeway consta d'un traçat de carretera de 4,242 km i un oval de 2,414 km. El traçat de carretera fa servir el carril de boxs de l'oval com a recta posterior i travessa el tram posterior de l'oval dues vegades.
La pista ovalada és similar a la del Las Vegas Motor Speedway en la seva configuració de 1997: inclinació de 12º en els revolts, 9º en el tri-oval i 3º en el tram posterior. Va ser construït amb la intenció d'atraure curses de circui oval americanes com ara les de la NASCAR o la IndyCar.

## Esdeveniments
El recinte va acollir el Gran Premi de Sud-àfrica de motociclisme de 1999 a 2004. El Campionat del Món de Superbike va anunciar la seva intenció de fer servir el Phakisa Freeway a partir del 2014, però a causa de problemes d'homologació, el campionat mai no va visitar el circuit. De fet, des del 2014, el circuit només ha acollit esdeveniments nacionals.
Pel que fa a l'oval, l'únic esdeveniment que s'hi ha celebrat va ser el Free State 500 del 2010. L'American Speed Association va importar stock cars a Sud-àfrica per a la cursa, en què hi van competir diversos pilots sud-africans, europeus i americans, entre ells l'antic pilot de la NASCAR Geoff Bodine.